# Саротти, Джованни
Розоли́но Джова́нни Батти́ста Саро́тти (итал. Rosolino Giovanni Battista Sarotti; род. 1901 — ум. 11 ноября 1935) — итальянский танкист, участник Второй итало-эфиопской войны. Первый итальянский танкист, удостоенный высшей награды Италии за подвиг на поле боя — золотой медали «За воинскую доблесть» (1935, посмертно).

## Биография
Родился в коммуне Эдоло провинции Брешиа региона Ломбардия, Королевство Италия в 1901 году. С ноября 1920 года по июль 1922 года проходил службу в 5-м артиллерийском полку. В феврале 1926 года прибыл в Триполи. В октябре 1929 года получил звание сержанта, затем прошёл офицерские курсы и перевёлся в танковые войска. В октябре 1931 года получил звание сержант-майора, в феврале 1934 года был переведён в Королевский корпус колониальных войск в Итальянском Сомали.
Командир танкетки L3/33 1-го пехотного полка в Африке сержант-майор Джованни Саротти отличился в бою 11 ноября 1935 года во время второй итало-эфиопской войны. После ряда успешных наступательных операций к Огадену итальянское командование организовало нападение на сильный узел сопротивления абиссинцев в районе Хаманлеи. После трёхчасового боя итальянские части при поддержке 11-ти танкеток L3/33 и пяти бронеавтомобилей Fiat 611 значительно продвинулись вперёд. Передовые части получили приказ отойти обратно на соединение с основной частью колонны. 
В этот момент, при проходе через русло реки Джерер танкетка лейтенанта Мачина (Macina) увязла на илистом дне реки. Капитан Молиньони (Molignoni) отдал приказ любой ценой вытащить её, чтобы не допустить захвата противником. Сам первым попытался оказать помощь и зацепить её тросом, однако из-за сильного огня ему это не удалось, при этом был ранен в руку. Вторая попытка была предпринята экипажем капрал-майора Умберто Джаннуззи (Umberto Jannuzzi), также безуспешно. Подошедшая пехота также понесла потери от пулемётного огня противника. Наконец на выручку пришёл экипаж сержант-майора Джованни Саротти, который был опытным танкистом. Он приказал водителю остановиться на мели и спокойно, несмотря на интенсивный огонь противника, вышел из танкетки, чтобы прикрепить буксирный трос. С невозмутимым спокойствием, прежде чем вернуться назад, предусмотрительно даже ударил сапогом по броне, чтобы сбить грязь. Казалось, проблема была решена. Однако, как только он подошёл к своей танкетке, водитель резко рванул с места так, что порвалась правая гусеница. В результате, уже целых две танкетки были обездвижены в середине русла реки. 
В спасении танкеток принимали участие всё больше танковых экипажей. Противник подтянул резервы, огонь усилился. После 9-ти часов борьбы была подбита и обездвижена третья танкетка. Число раненых достигло 50-ти. Наконец, в 16:15 командир отряда, поняв бесперспективность борьбы, отдал приказ на отход. Экипажи подбитых танкеток отказались подчиниться этому приказу и остались. Судьба оставшихся экипажей точно не известна. Известно, что сержант-майор Джованни Саротти был убит в неравном бою, а ещё двое танкистов Франческо Асколи (итал. Francesco Ascoli) и Фао Оччиденте (итал. Fao Occidente) попали в плен, и вероятно, погибли в плену.
Сержант-майор Джованни Саротти был посмертно награждён золотой медалью «За воинскую доблесть».
Из представления к награде:

В ожесточённых боях командир танка отличался храбростью и самоотдачей. Предприняв щедрую попытку оказать помощь другому танковому экипажу, покинул свой танк и смело вступил в неравную борьбу с превосходящими силами противника. Героически пожертвовал своей жизнью, покинув свой танк, отчаянно обороняясь, с криком «Да здравствует Италия!», держась за пробитую грудь.
Хаманлеи, 11 ноября 1935.
Оригинальный текст (итал.)Capo squadra di un carro d’assalto, in aspro combattimento si distingueva per ardimento e valore personale. Avuto il proprio carro immobilizzato nel generoso tentativo di trarne un altro in salvamento, si rifiutava di abbandonarlo difendendosi animosamente in una lotta impari contro masse urlanti ed inferocite. Immolava eroicamente la propria esistenza emergendo dal carro in disperata difesa ed al grido: «Viva l’Italia» accoglieva la scarica in petto che lo fulminava.

Hamanlei, 11 novembre 1935.

Вместе с ним за этот бой также были награждены его механик-водитель Фао Оччиденте (серебряная медаль «За воинскую доблесть») и танкист Франческо Асколи (бронзовая медаль «За воинскую доблесть»).

## Награды
- Золотая медаль «За воинскую доблесть» (1935, посмертно)

## Память
В его честь названа одна из улиц Эдоло. Его отреставрированная танкетка L3/33 экспонируется в музее истории танковых войск в Риме.